# Râul Esechioi
Râul Esechioi este un curs de apă, afluent al râului Almălău. 

## Hărți
- Harta Județului Constanța